# Sumber Pinang (Pakusari)
Sumber Pinang is een bestuurslaag in het regentschap Jember van de provincie Oost-Java, Indonesië. Sumber Pinang telt 7491 inwoners (volkstelling 2010).